# 联合国安全理事会第1682号决议
《联合国安理会1682号决议》是2006年6月2日在联合国安全理事会第5451次会议通过的。这个决议是关于科特迪瓦局势的。会议由丹麦代表主持，安理会的15个国家全部投了赞成票。
决议表示了对科特迪瓦局势的严重关切，并决定增加联合国科特迪瓦行动(联科行动)的人员编制，再增加最多1500人，包括1025名军事人员和475名民警人员。

## 相关决议
- 联合国安理会1652号决议
- 联合国安理会1667号决议